# Melchor Múzquiz

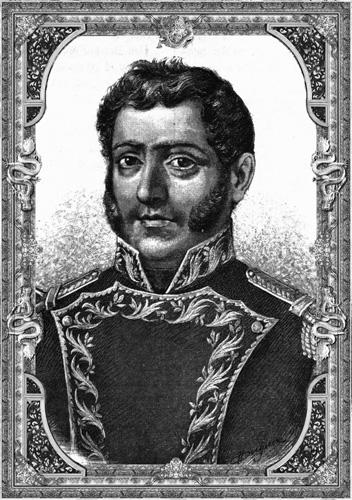
Melchor Múzquiz, President van Mexico

Melchor Ocampo Múzquiz (Santa Rosa, maart 1790 - Mexico-Stad, 14 december 1844) was een Mexicaans politicus en militair. In 1832 was hij gedurende korte tijd president van zijn land. Hij dient niet verward te worden met de latere politicus Melchor Ocampo.
In 1810 sloot hij zich aan bij de onafhankelijkheidsstrijders van Miguel Hidalgo. In 1823, na de onafhankelijkheid, werd hij de eerste gouverneur van de deelstaat Mexico. Op 14 augustus, na het aftreden van Anastasio Bustamante, benoemde het congres hem tot president van Mexico. Vier maanden later droeg hij die bevoegdheid over aan Manuel Gómez Pedraza.
Hij overleed in 1844. Zijn geboorteplaats Santa Rosa (Coahuila) heet tegenwoordig Ciudad Múzquiz.
- Biblioteca Nacional de España: XX1782666
- Gemeinsame Normdatei: 1053297025
- International Standard Name Identifier: 0000 0000 5944 9997
- Library of Congress Control Number: nr97003978
- SNAC: w6qv4md9
- Virtual International Authority File: 61448552
- WorldCat: E39PBJtcHWWRb3bBYywtVtfQbd